# Modelli di circolazione oceanica
La seguente è una lista dei modelli di circolazione oceanica utilizzati in oceanografia fisica:
| Acronimo         | Nome completo                                                       |
| ---------------- | ------------------------------------------------------------------- |
| ADCIRC           | ADvanced CIRCulation model                                          |
| COCO             | CCSR (Center for Climate System Research) Ocean Component Model     |
| COHERENS         | COupled Hydrodynamical Ecological model for REgioNal Shelf seas     |
| FVCOM            | Finite Volume Community Ocean Model                                 |
| FESOM            | AWI Finite-Element/volumE Sea ice-Ocean Model                       |
| HOPE             | The Hamburg Ocean Primitive Equation General Circulation Model      |
| HYCOM            | HYbrid Coordinate Ocean Model                                       |
| LSG              | The Hamburg Large Scale Geostrophic Ocean General Circulation Model |
| MICOM            | Miami Isopycnic Coordinate Ocean Model                              |
| MITgcm           | M.I.T. General Circulation Model                                    |
| MOHID            | MOdelo HIDrodinâmico                                                |
| MOM              | GFDL Modular Ocean Model                                            |
| NEMO             | Nucleus for European Modelling of the Ocean                         |
| OPYC             | The Ocean IsoPYCnal General Circulation Model                       |
| POM              | Princeton Ocean Model                                               |
| POP              | The Parallel Ocean Program                                          |
| ROMS             | The Regional Ocean Modeling System                                  |
| SLIM-Ocean Model | Second-generation Louvain-la-Neuve Ice-Ocean Model                  |

## Sistemi integrati di modellizzazione oceanica
I sistemi integrati di modellizzazione oceanica utilizzano un insieme di modelli accoppiati. L'accoppiamento permette ai ricercatori di comprendere i processi che avvengono tra sistemi multipli che sono normalmente modellati in modo indipendente, come ad esempio l'oceano, l'atmosfera, le onde e i sedimenti. I sistemi integrati sono particolarmente utili quando vengono applicati a regioni specifiche: ad esempio il modello ESPreSSO viene utilizzato per studiare la regione della Mid-Atlantic Bight, negli Stati Uniti.
I sistemi integrati usano spesso dati che provengono da boe galleggianti e stazioni atmosferiche per studiare il forcing atmosferico e le condizioni al contorno.
Due esempi di sistemi integrati di modellizzazione oceanica sono:
- COAWST: Coupled Ocean Atmosphere Wave Sediment Transport Modeling System[5] (usa ROMS per la componente della circolazione oceanica).[6]
- ESPreSSO: Experimental System for Predicting Shelf and Slope Optics (usa ROMS per la componente della circolazione oceanica).[7][8]